# Six Crises
Six Crises è un libro scritto nel 1962 da Richard Nixon, che diventò in seguito il 37º Presidente degli Stati Uniti.
Il libro racconta la storia di sei crisi politiche in cui Nixon ebbe un ruolo di primo piano, ed è considerato una risposta alla pubblicazione nel 1956 di Profiles in Courage di John F. Kennedy, che ebbe grande successo e vinse il premio Pulitzer.

## Le sei crisi

### Il caso Alger Hiss
Nel 1948 Nixon era membro della Camera dei Rappresentanti e faceva parte del Commissione per le attività antiamericane, un gruppo parlamentare che investigava sul comunismo negli Stati Uniti. Nixon si impose per la prima volta alla pubblica attenzione degli americani quando il comitato prese in considerazione l'accusa ad Alger Hiss, un alto funzionario del Dipartimento di Stato, di essere comunista e di passare informazioni riservate all'Unione Sovietica.

### L'accusa di ricevere fondi illeciti
Nel 1952, quando era membro del Senato per la California, Nixon era stato scelto da Dwight D. Eisenhower come candidato alla vice presidenza nelle Elezioni presidenziali del 1952. Accusato da suoi oppositori di aver ricevuto fondi illeciti per la campagna elettorale, riuscì a salvare la sua carriera politica e a mantenere la candidatura alla vice presidenza pronunciando un discorso televisivo che diventò noto come "Checkers Speech". Dichiarò di non aver commesso alcun reato e disse di non avere intenzione di restituire un regalo fatto alla sua famiglia: un cagnolino di nome Checkers (la parola check significa assegno nell'inglese americano). La battuta, basata sul doppio senso, piacque agli americani, tanto che l'accusa fu ritenuta infondata senza svolgere alcuna indagine. Dopo pochi mesi Eisenhower vinse le elezioni e Nixon diventò vice presidente.

### La malattia di Eisenhower
Nel 1955, mentre Nixon era vice presidente, Eisenhower ebbe una seria crisi cardiaca e per diverse settimane non poté svolgere le sue funzioni di presidente. Nixon lo sostituì nella gestione degli affari correnti, svolgendo in pratica, seppure non ufficialmente, le funzioni di presidente. Il suo operato fu giudicato positivamente da Eisenhower e dalla maggior parte della stampa americana.

### Attaccato in Venezuela
Nel 1958 Nixon e sua moglie Patricia fecero un tour del Sudamerica; mentre erano in Venezuela e stavano trasferendosi in automobile dall'aeroporto a Caracas, un gruppo di contestatori lanciò contro di loro delle pietre.

### IlKitchen Debatea Mosca
Nel 1959, quando era ancora vice presidente, Nixon andò in visita a Mosca per inaugurare un'esposizione americana. Alla cerimonia era presente il premier sovietico Nikita Kruscev, e dopo il taglio del nastro da parte di Nixon lo accompagnò all'interno. Si fermarono in un locale che rappresentava una tipica cucina americana e Nixon sottolineò il fatto che il sistema capitalistico aveva reso possibile alle famiglie americane di possedere moderni elettrodomestici. Tra i due si accese un dibattito sui meriti dei due sistemi, quello capitalista degli Stati Uniti e quello comunista dell'Unione Sovietica. Kruscev si infervorò molto ma la discussione rimase sostanzialmente cordiale e terminò con una lunga stretta di mano. Decine di giornalisti, soprattutto americani, presero foto e filmati del dibattito. La stampa americana diede ampio risalto a questo episodio, lodando l'intraprendenza di Nixon e la sua capacità di far fronte con sicurezza all'irruenza del leader sovietico.

### Elezioni presidenziali del 1960
Nel 1960, quando era al termine del suo secondo mandato come vice presidente, Nixon fu scelto dal Partito Repubblicano come candidato alla presidenza. Nelle Elezioni presidenziali del 1960 Nixon perse di strettissima misura contro il Senatore John F. Kennedy (il 49,5% a Nixon contro il 49,7% a Kennedy del voto popolare).